# Військовий велосипед
Військовий велосипед — велосипед, спеціально пристосований для потреб збройних сил. З початку XX століття використовується у багатьох арміях по всьому світу. Цей тип велосипедів дає можливість безшумного пересування і підвищеної мобільності на полі бою. Додатковими перевагами військових велосипедів є те, що вони дозволяють окремим солдатам без зусиль перевозити більше вантажу, а також вони є дуже дешевими для виробництва та підтримки в порівнянні з кіньми та транспортними засобами.
Перші велосипеди були введені до складу Збройні сили кількох країн ще наприкінці XIX століття. До початку Першої світової війни всі комбатанти вже використовували їх. Німецька армія мала 36 окремих рот велосипедної піхоти, батальйон велосипедистів був прикріплений до кожної кавалерійської дивізії, а також 10 запасних велосипедних компаній та 17 запасних екіпажів. Гірські війська італійської армії Берсальєри першими використовували складані велосипеди. Під час Другої світової війни велосипеди були представлені парашутистам як засіб забезпечити їх транспортом після посадки. Широко відомим є велосипед Вермахту Truppenfahrrad. США також їх використовували як загальний легкий транспорт, так і для виконання завдань посланцями. Окремі підрозділи велосипедної піхоти існували в арміях багатьох країн до кінця 20 століття, аж до 2003 року поки швейцарська армія не реформувала свої останні три велосипедні піхотні полки. Наприкінці 1990-х — поч. 2000-х рр. відбулося відродження в тестуванні всіх рельєфних і складаних велосипедів, для використання піхотою в боях і патрулювання міст.
Деякі інновації, запроваджені на велосипедах, призначених для військового використання, також потрапили на цивільні ринки, такі як гальма у задній втулці (coaster brake) та велокомпьютер. У сучасні часи велосипеди та електричні велосипеди все ще використовуються багатьма арміями у всьому світі, але не існує окремих велосипедних піхотних підрозділів.